# Tonoplaste
Le tonoplaste est la membrane qui sépare la vacuole du cytoplasme dans une cellule végétale. 
Il est perméable aux éléments qui seront stockés dans la vacuole. Sa perméabilité sélective joue, en particulier un rôle dans le processus osmotique de la cellule végétale. C'est le cas par exemple lors de la turgescence ou dans la plasmolyse.